# ام‌وی سیریوس
ام‌وی سیریوس (به انگلیسی: MV Sirius) یک کشتی بود که طول آن ۴۶ متر (۱۵۱ فوت) بود.